# Ivan Stuchlý
Ivan Stuchlý (22. srpna 1944 – 7. listopadu 2021) byl český kynolog a autor odborných publikací a článků z oboru kynologie.
Absolvoval Přírodovědeckou fakultu Univerzity Karlovy, specializace Systematická zoologie. Chovatelství psů se věnuje již víc než 40 let, zabývá se málo známými a vzácnými plemeny. Je odborníkem v oblasti obecné kynologie, parazitologie, genetiky a výživy, věnuje se metodám léčby potíží opěrné soustavy, srsti či poruchami imunity.
Je autorem mnoha odborných článků a přispěvatelem časopisu Pes, přítel člověka.

## Dílo
- Teriéři; Ivan Stuchlý, Michal Císařovský; Canis 1990; 159 stran; ISBN 80-900820-4-1.
- Chrti; Ivan Stuchlý, Michal Císařovský; Canis 1992; 143 stran; ISBN 80-900820-3-3.
- Nemá váš pes cizopasníky?: nejčastější, nejnebezpečnější a další cizopasníci psa - jejich tlumení a ochrana před nimi; Ivan Stuchlý, Jan Šimeček, Jindřich Žáček, Jiřina Michalová; NutriCYON 1995, 77 stran; ISBN 80-901885-0-8.
- Velká ilustrovaná kynologická encyklopedie: naučný slovník kynologický; Ivan Stuchlý; Vlastní náklad 2015; 914 stran; ISBN 978-80-260-5119-0.
- Život se psy a jinými zvířaty; Ivan Stuchlý; Vlastní náklad 2020; 954 stran; ISBN 978-80-270-8008-3.

## Překlad
- Náš pes stůně: prevence, poznávání nemocí, první pomoc (orig. Unser Hund ist krank); Helga Brehmová; z němčiny přeložil Ivan Stuchlý; Granit 1994; 63 stran; ISBN 80-85805-26-X.